# Митолиева къща
Митолиевата къща (на гръцки: Κατοικία του Μητώλη) е жилищна сграда в село Крива, Гърция, обявена за паметник на културата.
Сградата е построена през 1913 г. от каменоделци албанци и е една от малкото запазени традиционни сгради в района. Представлява двуетажна сграда с полусутерен и е с керемиден покрив. Носещата конструкция е от камък. На цялата главна фасада има открит дървен чардак. Дограмата е дървена. Сградата служи за жилищни и за стопански цели, свързани с отглеждането на копринени буби.
В 1986 година сградата е обявена за паметник на културата, като забележителен пример за селска архитектура.